# Glyphopeltis
Glyphopeltis is een monotypisch geslacht van korstmossen dat behoort tot de familie Psoraceae. De typesoort is Glyphopeltis eburina. 

## Soorten
Volgens Index Fungorum bevat het geslacht een soorten (peildatum maart 2023):
| Soortnaam            | Auteur(s) | Publicatiejaar |
| -------------------- | --------- | -------------- |
| Glyphopeltis eburina | Brusse    | 1985           |